# Thiền tông Việt Nam

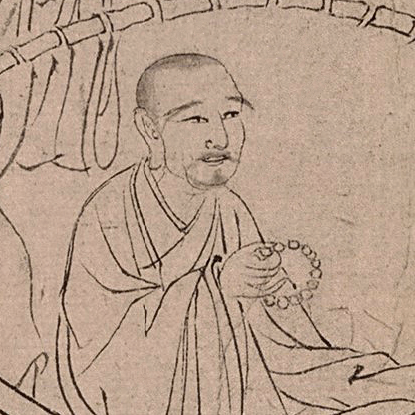
Phật hoàng Trần Nhân Tông

Thiền tông Việt Nam hay thường gọi là Thiền Tông (禪宗) là một trường phái của Thiền tông đã được người Việt bản địa hóa. Nổi tiếng nhất của trường phái Thiền tông Việt là Thiền phái Trúc Lâm hay Trúc Lâm Yên tử vốn là dòng thiền Việt Nam hình thành từ thời nhà Trần, do Phật hoàng Trần Nhân Tông sáng lập trên cơ sở tiếp nối và hợp nhất của ba dòng thiền Việt Nam thời bấy giờ và Trần Nhân Tông đã thống nhất các Thiền phái tồn tại trước đó và toàn bộ giáo hội Phật giáo đời Trần về một mối.

## Lịch sử
Phật giáo truyền vào Việt Nam từ rất sớm, trong thời kỳ Bắc thuộc cùng với những ảnh hưởng về thuyết vật linh của người Chăm với trung tâm Phật giáo quan trọng tại Luy Lâu theo đó, Thiền tông Ấn Độ cũng được truyền bá vào Việt Nam trước tiên, với các thiền sư như Mâu Tử, Khương Tăng Hội, nổi danh tại Trung Quốc từ trước thời Bồ-đề-đạt-ma. Họ đều từng có nhiều năm tu tập tại Việt Nam trước khi truyền đạo tại Trung Quốc, còn Thiền tông Trung Quốc được truyền sang Việt Nam lần đầu do Thiền sư Tì-ni-đa-lưu-chi, người gốc Ấn Độ, môn đệ Tam tổ Tăng Xán. Thiền phái này có ảnh hưởng sâu rộng đối với các tầng lớp dân chúng, quý tộc. Tư tưởng chính là chú trọng tu tập theo Kinh điển Đại Thừa, Lục Độ Ba La Mật và Trí tuệ Bát Nhã, các phương pháp Thiền Quán, chẳng hạn như thiền quán Pháp Vân.
Sau đó, đệ tử của Thiền sư Bách Trượng Hoài Hải là Vô Ngôn Thông (無言通, ?-826) sang Việt Nam truyền tông chỉ Thiền Nam tông của Lục Tổ Huệ Năng, với tính chất Dĩ Tâm Truyền Tâm và chủ trương Đốn ngộ, trong thời kỳ này, tác phẩm nổi tiếng được biết đến là Thiền uyển tập anh. Đến thời Trần, Trần Nhân Tông tham vấn Thiền với Tuệ Trung Thượng Sĩ được đốn ngộ Phật tính, sau đó nhường ngôi vua cho con và xuất gia, hoằng pháp với hiệu là Trúc Lâm Đầu Đà, sáng lập Thiền phái Trúc Lâm Yên Tử mang đậm bản sắc của dân tộc Việt Nam. Là sự kết hợp và kế thừa Tư tưởng của ba thiền phái là Tì-ni-đa-lưu-chi, Vô Ngôn Thông, Thảo Đường. Ba vị tổ quan trọng nhất của Thiền phái này là Trần Nhân Tông, Pháp Loa, Huyền Quang và những vị sư từ Trung Quốc được thỉnh sang để giảng dạy Phật pháp Vào những thế kỷ tiếp theo, Thiền tông Việt Nam đã có những bước phát triển.